# Рюджи Бандо
Рюджи Бандо (на японски: 播戸 竜二) е японски футболист.

## Национален отбор
Записал е и 7 мача за националния отбор на Япония.
| Япония | Япония | Япония |
| Година | Мачове | Голове |
| ------ | ------ | ------ |
| 2006   | 2      | 2      |
| 2007   | 1      | 0      |
| 2008   | 4      | 0      |
| Общо   | 7      | 2      |